# 島根県道276号遙堪今市線
島根県道276号遙堪今市線（しまねけんどう276ごう ようかんいまいちせん）は、島根県出雲市を通る一般県道である。

## 概要
出雲市大社町遙堪から出雲市今市町に至る。

### 路線データ
- 起点：島根県出雲市大社町遙堪（遙堪交差点、国道431号交点）
- 終点：島根県出雲市今市町（市役所前交差点、国道184号交点、島根県道27号出雲市停車場線・島根県道278号矢尾今市線終点）

## 路線状況

### 重複区間
- 国道9号（出雲市姫原町・姫原西交差点 - 出雲市姫原1丁目・姫原交差点）
- 島根県道278号矢尾今市線（出雲市姫原1丁目・姫原交差点 - 出雲市今市町・市役所前交差点（終点））

### 道路施設

#### 橋梁
- 矢野橋（新内藤川、出雲市）

## 地理

### 通過する自治体
- 島根県
  - 出雲市

### 交差する道路
| 交差する道路                                                              | 交差する場所 | 交差する場所          |
| ------------------------------------------------------------------------- | ------------ | --------------------- |
| 国道431号                                                                 | 大社町遙堪   | 遙堪交差点 / 起点     |
| 島根県道161号斐川出雲大社線                                               | 江田町       | 江田交差点            |
| 国道9号 / 出雲バイパス                                                    | 姫原町       | 姫原西交差点          |
| 島根県道278号矢尾今市線 重複区間起点                                      | 姫原1丁目    | 姫原交差点            |
| 国道184号 島根県道27号出雲市停車場線 島根県道278号矢尾今市線 重複区間終点 | 今市町       | 市役所前交差点 / 終点 |

### 交差する鉄道
- 一畑電車大社線

### 沿線
- 一畑電車大社線 遙堪駅
- 出雲ドーム
- 小山町郵便局
- 出雲市立四絡小学校
- 出雲市立今市小学校
- 出雲市役所